# Xã Benton, Quận Carver, Minnesota
Xã Benton (tiếng Anh: Benton Township) là một xã thuộc quận Carver, tiểu bang Minnesota, Hoa Kỳ. Năm 2010, dân số của xã này là 786 người.